# Paola Loreti
Paola Loreti é uma matemática italiana, professora de análise matemática na Universidade de Roma "La Sapienza". É conhecida por suas pesquisas sobre análise de Fourier, teoria de controle e representação não-inteira. A constante de Komornik–Loreti, a menor base não-inteira para a qual a representação de 1 é única, é denominada em seu nome e de Vilmos Komornik.
Loreti obteve um doutorado na Universidade de Roma "La Sapienza" em 1984, com a tese Programmazione dinamica ed equazione di Bellman, orientada por Italo Capuzzo-Dolcetta.
É com Vilmos Komornik autora do livro Fourier Series in Control Theory (Springer, 2005).